# Альмачи, Мигель Анхель
Мигель Анхель Альмачи Кондо (исп. Miguel Ángel Almachi Condo) — эквадорский легкоатлет, который специализируется в беге на длинные дистанции. В 2008 году на чемпионате мира по полумарафону финишировал на 60-м месте, установив личный рекорд — 1:10.34. На чемпионате Южной Америки 2009 года занял 6-е место на дистанции 10 000 метров. Чемпион Южной Америки по кроссу 2010 года. На олимпийских играх 2012 года занял 50-е место в марафоне с результатом 2:19.53. Занял 30-е место в марафоне на чемпионате мира 2013 года в Москве.